# Gundel-Preis
Der Gundel-Preis wurde jährlich von der Akademie der Bildenden Künste in Wien für die sich an den 6 Kunstklassen (Malerei, Bildhauerei, Graveur- und Medailleurkunst, Landschaftsmalerei, Architektur und Kupferstecherei) auszeichnenden Schüler verliehen.
Dieser Hofpreis wurde der Akademie 1782 vom kaiserlichen Hofrat Paul Anton von Gundel gestiftet. Bis 1783 wurde der Preis in bar ausbezahlt und ab 1784 wurden Medaillen verliehen: Für den ersten Preis eine Gold- und für den zweiten in einer Silbermedaille aus „Allerhöchsten Kaiserlichen Königlichen Gnaden“. 
Die Jury wurde aus dem akademischen Professorenkollegium gebildet.

## Preisträger (Auswahl)
| - Moritz Daffinger - Gabor Melegh - Johann Sterber (* 1795; † vor 1859); zweimaliger Preisträger, Zeitpunkt unbekannt - 1802 Alois Pichl - 1807 Michael Sandler - 1809 Michael Sandler - 1810 Ferdinand Georg Waldmüller (Maler) - 1816 Karl Schubert - 1817 Karl Schubert - 1820 Heinrich Schwemminger - 1823 Franz Xaver Gruber - 1824 Jakob Sotriffer - 1825 Franz Eybl (Maler) | - 1825 Anton Hartinger - 1827 Josef Erler - 1828 Leander Russ - 1830 Albert Theer - 1833 Eduard Swoboda - 1835 Anton Schrödl - 1837 Henrik Weber - 1837 August Schwendenwein von Lanauberg - 1839 Emanuel Stöckler - 1862 Victor Luntz, Johannes Benk - 1866 August Krumholz - 1868 Viktor Tilgner - 1869 August Krumholz - 1879 Uroš Predić - 1888 Cyril Iveković - 1891 Rudolf Wiszkoczil (Werian) - 1891 Gottlieb Theodor Kempf von Hartenkampf - 1892 Rudolf Batek, Wien, Spezialschule für Graveure und Medailleure des Professor Tautenhayn - 1894 Ferdinand Brunner (Maler) - 1899 Gustav Jahn (Maler) - 1901 Wunibald Deininger (Architekt) | - 1901 Georg Heinrich Kührner - 19?? Adolf Wagner - 1904 Anton Rudolf Weinberger - 1905 Theodor Deininger - 1907 Karl Ehn - 1908 Heinrich Karl Scholz - 1910 Heinrich Schmid - 1911 Oskar Icha - 1912 Karl Lehrmann - 1913 Julius Wegerer - 1916 Anton Velim - 1917 Julius Wegerer - 19?? Hans Knesl - 2004 Kentaur - 2009 Mariá Skonda |